# Moncayolle-Larrory-Mendibieu
Moncayolle-Larrory-Mendibieu ist eine französische Gemeinde mit 289 Einwohnern (Stand 1. Januar 2022) im Département Pyrénées-Atlantiques in der Region Nouvelle-Aquitaine (vor 2016: Aquitanien). Die Gemeinde gehört zum Arrondissement Oloron-Sainte-Marie und zum Kanton Montagne Basque (bis 2015: Kanton Mauléon-Licharre).
Der Name in der baskischen Sprache lautet Mitikile-Larrori-Mendibile. Die Einwohner werden entsprechend Mitikiltar, Larroritar oder Mendibiltar genannt.

## Geographie
Moncayolle-Larrory-Mendibieu liegt ca. 25 km westlich von Oloron-Sainte-Marie im historischen Landstrich Basse-Soule (baskisch Pettarra) der historischen Provinz Soule im französischen Teil des Baskenlands.
Umgeben wird Moncayolle-Larrory-Mendibieu von den Nachbargemeinden:
| Arrast-Larrebieu     | Angous                                      | Sus                    |
| Viodos-Abense-de-Bas | Kompassrose, die auf Nachbargemeinden zeigt | Gurs                   |
| Berrogain-Laruns     | Chéraute                                    | L’Hôpital-Saint-Blaise |

Moncayolle-Larrory-Mendibieu liegt im Einzugsgebiet des Flusses Adour. Ein Nebenfluss des Lausset, der Riu de Carrié, auch Ruisseau de Lassere genannt, entspringt wie sein Zufluss, der Serror, auf dem Gebiet der Gemeinde. Der Ruisseau Aiguette, ein weiterer Nebenfluss des Lausset, markiert zu einem großen Teil die Grenze zur südlichen Nachbargemeinde Chéraute.

## Geschichte
Die heutige Gemeinde ist ein Zusammenschluss der früheren Gemeinden Moncayolle, Larrory und Mendibieu am 5. August 1842.
Funde von römischen Münzen der Kaiser Nerva, Trajan und Hadrian belegen eine römische Präsenz in der gallorömischen Zeit. Ein Hügel von 313 m Höhe, auf Baskisch genannt Elizamendia (deutsch ‚Das Gebirge der Kirche‘), lässt eine ehemalige religiöse Stätte an dieser Stelle vermuten.
Toponyme und Erwähnungen von Moncayolle waren:
- Moncoyole (1391, Notare von Navarrenx),
- Moncayole und Moncayola (1480, Verträge von Ohix, Notar von Soule, Blatt 12),
- Moncayolle (1750, Karte von Cassini),
- Moncayole (1793, Notice Communale) und
- Moncayolle (1801, Bulletin des Lois).[4][5][6]

Toponyme und Erwähnungen von Larrory waren:
- Larrori (1455),
- Larrori (1475, Verträge von Ohix, Blatt 34),
- Larori (1607, Veröffentlichungen des Bistums Oloron),
- Larrery (1750, Karte von Cassini) und
- Larrory (1793 und 1801, Notice Communale bzw. Bulletin des Lois).[7][4][5][8]

Toponyme und Erwähnungen von Mendibieu waren:
- Mendavia (1256),
- Mendeviu (1383, Verträge von Luntz, Notar des Béarn, Blatt 84),
- Mendeviu (1393),
- Mendibiu (1466, Verträge von Ohix, Blatt 27)
- Mendibiu (1690) und
- Mendibieu (1750, 1793 und 1801, Karte von Cassini, Notice Communale bzw. Bulletin des Lois).[7][4][5][9]

### Einwohnerentwicklung
Nach Höchstständen der Einwohnerzahl von fast 1000 nach der Vereinigung der drei ehemaligen Gemeinden zur Gemeinde Moncayolle-Larrory-Mendibieu reduzierte sich die Zahl bei kurzen Erholungsphasen bis zu den 1970er Jahren auf ein Niveau von rund 340 Einwohnern, welches bis heute gehalten wird.
| Jahr      | 1962 | 1968 | 1975 | 1982 | 1990 | 1999 | 2006 | 2009 | 2022 |
| --------- | ---- | ---- | ---- | ---- | ---- | ---- | ---- | ---- | ---- |
| Einwohner | 382  | 375  | 336  | 339  | 357  | 344  | 345  | 334  | 289  |

## Sehenswürdigkeiten
- Pfarrkirche in Moncayolle, geweiht der heiligen Grazia. Sie ist vermutlich zu Beginn des 17. Jahrhunderts errichtet worden, wie die Jahreszahl „1607“ über dem nördlichen Eingang belegt. Eine andere Jahreszahl, „1715“, über dem Haupteingang erinnert an das Datum der Restaurierung. 1899 erhielt die Kirche eine Reliquie der heiligen Grazia. Aus diesem Anlass wurde sie vollständig renoviert und neu geschmückt. Das einschiffige Langhaus ist von zwei Seitenkapellen flankiert, die ein falsches Querschiff bilden. Die Decke ist mit einem falschen Kreuzrippengewölbe ausgestaltet. Die Sakristei befindet sich unterhalb der halbrunden Apsis, die den Langbau nach Osten abschließt. Auf der westlichen Fassade ragt ein Glockengiebel mit drei Spitzdächern empor, das mittlere etwas höher als die beiden anderen. Es handelt sich um einen in der Soule oft vorkommenden Clocher trinitaire, ein Symbol für die Dreifaltigkeit.[11][12] Das Altarretabel der Kirche erstreckt sich auf zwei Ebenen, ist durch Schlangensäulen strukturiert und an den Seitenenden von Flügeln eingerahmt. Ein Ornament in der Mitte stellt eine Jakobsmuschel dar, Symbol für den Pilgerweg nach Santiago de Compostela. Ein Tabernakel ist in das Retabel integriert, das reich verziert ist mit Pflanzengirlanden, Cherubinenköpfen, Statuetten und historischen Szenen in Flachreliefen.[13] Die Kirche birgt zwei Nebenaltäre, die Maria und Johannes dem Täufer gewidmet sind. Maria wird mit einer großen Statue verkörpert, die auf dem ihr gewidmeten Altar in einer Nische steht. Sie steht aufrecht, die Hände zum Beten gefaltet und trägt einen weißen Mantel und ein weißes Kleid mit einem blauen Gürtel. Ein aus Holz gearbeiteter und vergoldeter Altaraufsatz und zwei Gemälde zu beiden Seiten der Madonna komplettieren das Werk. Der Altar zu Ehren Johannes des Täufers ist ähnlich aufgebaut mit einer Statue des Heiligen in einer Nische, zwei flankierenden Gemälden und einem aus Holz geschaffenen Retabel. Der Prophet hält ein Kreuz aus Schilf in seiner rechten Hand, eines seiner ikonographischen Attribute.[14][15]

- Kapelle von Larrory, gewidmet dem Apostel Bartholomäus. Sie wurde vermutlich zwischen dem 16. und 17. Jahrhundert errichtet.[16]

- Kapelle von Mendibieu, gewidmet Laurentius von Rom. Auf dem Friedhof, der die Kapelle umsäumt, gibt es eine Mischung von christlichen Grabkreuzen, Grüften und scheibenförmigen Grabstelen, Hilarri, genannt, die an die baskische Tradition vor der Christianisierung erinnern.[17][18]

- Haus von Matalas. Der Adelssitz ist im 15. Jahrhundert in der Nähe der Pfarrkirche in Moncayolle von der Familie Goyheneche gebaut worden und ist das Geburtshaus von Bernard Goyheneche, genannt Matalas, Pfarrer von Moncayolle, der sich im Jahre 1661 an die Spitze des Matalas-Aufstands stellte, einer Revolte von Souletiner Bauern gegen die Erhöhung der königlichen Abgaben. Das Bauwerk besteht aus einem massiven Hauptgebäude mit Zwillingsfenstern und einem an der Ostecke angebauten viereckigen Treppenturm mit kleinen Fenstern. Sein stark geneigtes Schieferdach ist typisch für Häuser der Soule. Im 20. Jahrhundert wurde das Haus restauriert, das sich heute im Besitz einer Privatperson befindet und als Wohngebäude, genannt Goihenetxea, genutzt wird.[19][20]

- Haus Artigau. An diesem Haus lassen sich typische Merkmale von souletinischer Architektur ablesen. Es erstreckt sich über zwei Stockwerke, die von einem Schleppdach, coyau genannt, gedeckt werden, das das Walmdach an einer Gebäudeseite teilweise über die Traufe hinaus erweitert. Die Fassade ist durch kleine Fenster und eine große Toreinfahrt unterbrochen.[21]

## Wirtschaft und Infrastruktur

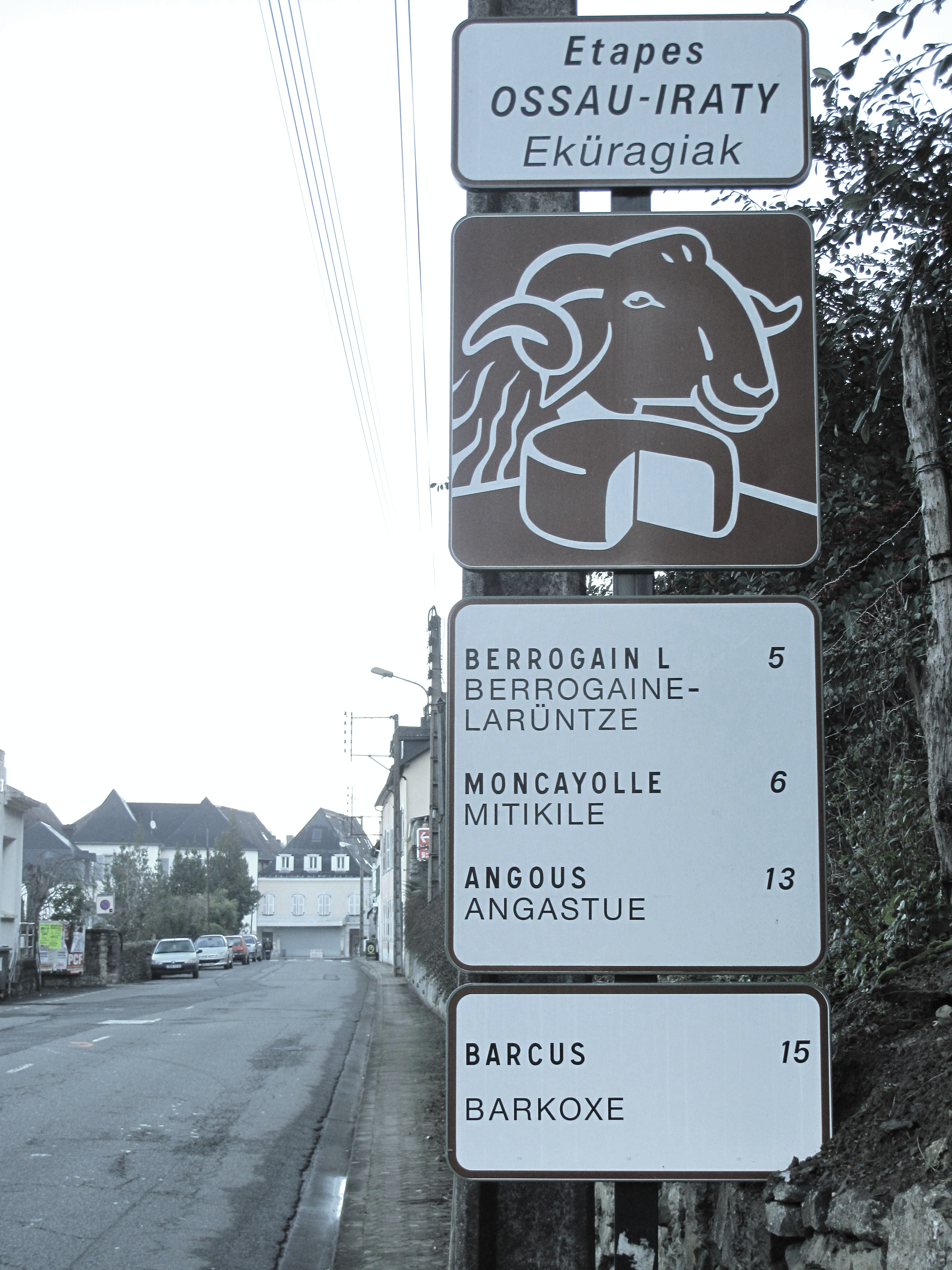
Hinweisschild auf der Route des Ossau-Iraty

Die Landwirtschaft ist traditionell der wichtigste Wirtschaftsfaktor der Gemeinde. Moncayolle-Larrory-Mendibieu liegt in den Zonen AOC des Ossau-Iraty, eines traditionell hergestellten Schnittkäses aus Schafmilch, sowie der Schweinerasse und des Schinkens „Kintoa“.

### Bildung
Die Gemeinde verfügt über eine öffentliche Vor- und Grundschule mit 29 Schülerinnen und Schülern im Schuljahr 2017/2018.

### Sport und Freizeit
Ein leichter Rundweg von 7 km Länge mit einem Höhenunterschied von 180 m führt vom Zentrum der Gemeinde in Moncayolle über Hügel und durch Wälder der Gemeinde.

### Verkehr
Moncayolle-Larrory-Mendibieu wird durchquert von den Routes départementales 2 und 135 und ist über eine Linie des Busnetzes Transports 64 über Navarrenx und Mauléon-Licharre mit anderen Gemeinden des Départements verbunden.

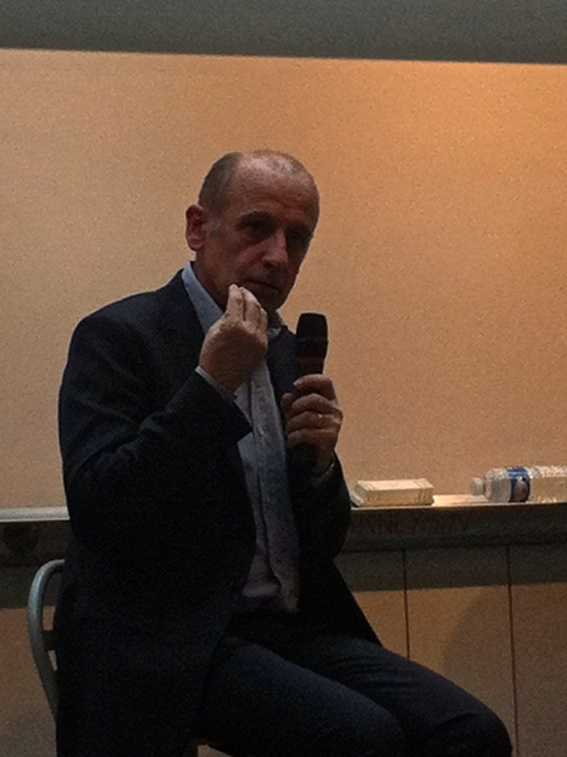
Jean-Michel Aphatie vor Studenten der Sup de Pub im Dezember 2011 in Paris

## Persönlichkeiten
- Bernard Goyheneche, genannt Matalas, geboren in Moncayolle, gestorben am 8. November 1661 in Mauléon-Licharre nach Vollstreckung der Verurteilung mit der Todesstrafe durch Enthauptung.

- Jean-Michel Aphatie, geboren am 8. September 1958 in Moncayolle-Larrory-Mendibieu, ist ein französischer Politikjournalist. Er arbeitete u. a. von 2003 bis 2015 für den französischen Radiosender RTL, bevor er zu Europe 1 wechselte.